# Sara Di Filippo
Sara Di Filippo (Údine, Italia, 29 de junio de 1982) es una entrenadora de fútbol italiana. El último club al que ha entrenado es el Women Hellas Verona. 

## Trayectoria como jugadora
En 1996 comenzó a jugar en el Tres Stelle Basaldella, de la Serie C. En 1999 fichó por el Tavagnacco, en el que pasó el resto de su carrera. Poco después debutó con la selección italiana, con la que jugó 50 partidos en los que marcó 4 goles; uno de ellos en la Eurocopa 2005.
Tras 13 años en el Tavagnacco, se retiró en 2012. 

## Trayectoria como entrenadora
Un año después de retirarse, se incorporó al cuerpo técnico del Tavagnacco como segunda entrenadora. En 2014 tomó las riendas del equipo. 